# Christian Friedrich Scharnweber
Johann Christian Friedrich Scharnweber (* 10. Februar 1770 in Weende; † 3. Juli 1822 im Kloster Eberbach) war ein preußischer Beamter und gehörte zu den Gestaltern der preußischen Reformen als Vertrauter von Karl August von Hardenberg. Er stand zwar im Schatten der führenden Persönlichkeiten der Reformzeit, hat deren Entscheidungen aber nicht selten stark beeinflusst.

## Leben

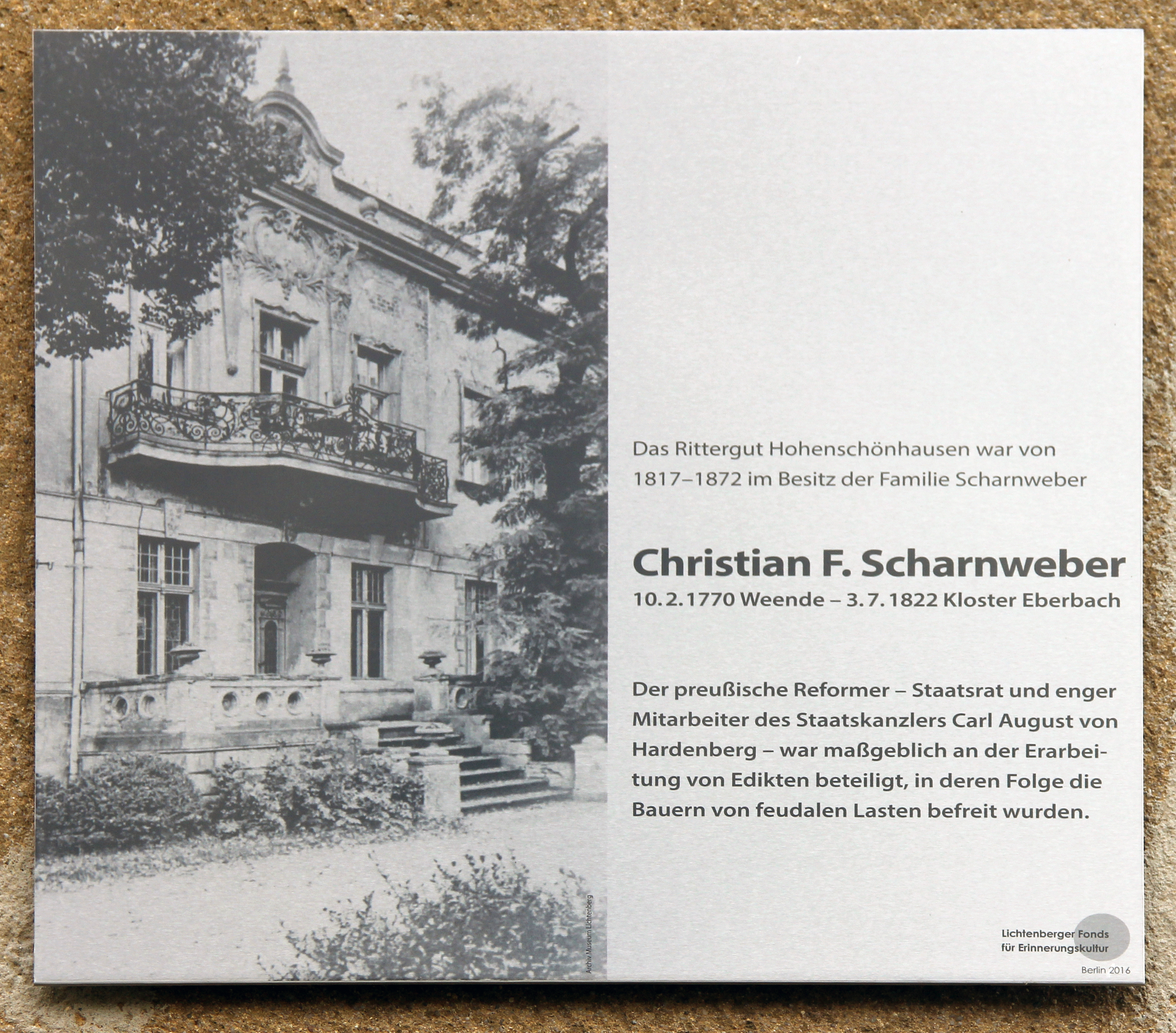
Gedenktafel am Haus Hauptstraße 44 in Berlin-Alt-Hohenschönhausen

Christian Scharnwebers Vater war Pächter eines Klostergutes, machte sich aber der Unterschlagung schuldig, was zur Verarmung der Familie führte. Aus diesem Grund konnte sein Sohn keine höhere Bildungsanstalten besuchen und wurde Kopist und Privatsekretär. Danach hat er entweder der Landwirtschaft gewidmet oder ist in den Militärdienst eingetreten. Später wurde er Privatsekretär eines Geheimen Rates, wo er Karl August von Hardenberg kennenlernte. Mit diesem ging Scharnweber nach Ansbach. Hardenberg hat erheblichen geistigen Einfluss auf Scharnweber ausgeübt und seine politischen Ansichten mitgeprägt. Unter Hardenberg wurde er Geheimer expedierender Sekretär. Nachdem 1798 das fränkische Departement des Generaldirektoriums gebildet wurde, kam er zusammen mit Hardenberg und anderen Vertrauten nach Berlin. Dort wurde er vor allem mit Finanzfragen und Lehnssachen beschäftigt. In der Folgezeit stieg Scharnweber zum Kriegsrat auf. Nachdem Hardenberg 1810 Staatskanzler geworden war, hat er diesen beim Streit mit Wilhelm zu Sayn-Wittgenstein-Hohenstein unterstützt. In der Folge wurde er ein enger Vertrauter Hardenbergs, dessen Güter er seit 1802 verwaltete.
Auch wenn er nicht der Immediat-Commission zur ökonomische Reorganisation des preußischen Staates unter Leitung von Hardenberg und unter maßgeblichen Beteiligung von Friedrich von Raumer angehörte, hat er den Kanzler doch beraten. Er gehörte dem Büro des Staatskanzlers an, in dem Hardenberg eine kleine Gruppe loyaler, hochkompetenter Mitarbeiter um sich versammelt hatte. Wie Scharnweber selbst hatten sie allesamt keine übliche Verwaltungskarriere hinter sich und konnten als „brain trust“ wie es der Historiker Hans-Ulrich Wehler formulierte, unbelastet von der Verwaltungsroutine Ideen entwickeln. Es war ebendiese Gruppe, die die Modernisierungspolitik Preußens vorangetrieben hatte.
Nachdem Raumer 1811 Professor in Breslau wurde, hat Scharnweber seine zentrale Rolle bei der Planung der Reformen im Agrarsektor übernommen. Auf ihn geht wesentlich die Konzeption des Regulierungsedikt zurück. Im Gegensatz zu dem Teil der Reformer, denen es um die wirtschaftliche Stärkung des Agrarsektors durch die Einführung kapitalistischer Prinzipien ging und denen im Zweifel die Lage der Bauern egal war, gehörte Scharnweber zu den wenigen maßgeblichen Personen, die bauernfreundlich eingestellt waren. Er plädierte etwa dafür zuerst den Bauern das Eigentum zu gewähren und erst danach die Entschädigung des Adels zu vollziehen. Seine Bemühungen um den Schutz der Bauern wurde er von den Ultrakonservativen strikt abgelehnt und haben dazu beigetragen ihren Widerstand gegen die Reformpolitik hervorzurufen. Auch das Landeskulturedikt geht im Kern auf Scharnweber zurück. Ähnliches gilt für das Gendarmerie-Edikt aus dem Jahr 1812. Dieses sollte unter anderem den Einfluss des Staates auch auf dem Land ausweiten. Es verstärkte aber die Ablehnung Scharnwebers durch den Adel mit Friedrich August Ludwig von der Marwitz als deren Sprachrohr. Dieses Edikt kam im Übrigen nie zur praktischen Anwendung.
Die Kritik an Scharnweber wurde durch dessen Persönlichkeit erleichtert. Er verfügte über ein ungezügeltes Temperament, das den Umgang mit ihm nicht einfach machte und das zu den beiden Duellforderungen in seinem Leben beigetragen hatte. Im Übrigen war er auch ständig in Geldnöten. Scharnweber war von Seiten der Konservativen der am meisten gehasste Beamte im Umkreis des Staatskanzlers und von der Marwitz sprach von ihm als dem „verrückten Scharnweber“. Aber nicht nur die ausgewiesenen Konservativen, auch Freiherr vom Stein stand Scharnweber kritisch gegenüber. Vom Stein bezeichnete Scharnweber als einen „Phantasten“.
Scharnweber erkannte, dass die Befreiungskriege die Position der Reformer gegenüber den Reaktionären schwächen würden und er vermutete 1813 sogar, dass die Reformgegner aus ebendiesem Grund sich für den Krieg aussprachen. In der Zeit der Befreiungskriege hat sich Scharnweber nicht nur um die weiteren Agrarreformen gekümmert, sondern auch eine Änderung des Landsturmediktes vorbereitet. Die unterschiedlichen Positionen führten zu einem Konflikt mit August Neidhardt von Gneisenau, der schließlich in einer Duellforderung endete. Die Austragung wurde allerdings vom König verboten. Dies war nicht Scharnwebers einzige Konfrontation, bereits im Jahr 1812 war es zu einem Duell mit dem späteren Berliner Oberbürgermeister Friedrich von Bärensprung gekommen. – Im Bereich der Agrarreformen hat Scharnweber 1816 Einschränkungen nicht verhindern können. Die Regulierung wurde auf die spannfähigen Bauern beschränkt. Allerdings konnte verhindert werden, das Regulierungsedikt ganz abzuschaffen. Scharnweber hatte argumentiert, dass durch die Agrarreformen das „Kultur, Kraft, Freiheit und Wohlfahrt hemmende Verhältnis“ der Abhängigkeit der Bauern vom Adel gelöst werden sollte, damit die „Masse der Nation mindestens 400.000 Familien – auf das innigste an Grund und Boden gefesselt und ihr die voraussichtliche Vermehrung ihrer Zahl und ihres Wohlstandes nicht nur Mittel der eigenen Glückseligkeit, sondern auch Fonds werde, die adeligen Besitzungen in Wert und Nutzung zu erhöhen und durch alles das die Stärke des Staates so weit zu erheben, wie es seine natürliche Beschaffenheit und Lage nur irgend gestattet.“
Scharnweber erhielt zum Dank für seine Dienste das Amt Golzow im Kreis Lebus, verkaufte es kurz darauf wieder. Seit 1817 besaß er das Gut Hohenschönhausen. Im Jahr 1817 wurde er zum Mitglied des Staatsrates ernannt. Im Staatsrat selbst hat er sich besonders an den Beratungen zu den Gemeinheitsteilungen beteiligt. Er hat Hardenberg bei dessen Widerstand gegen eine reaktionäre Politik unterstützt. Nach Angriffen vom Kronprinzen, des späteren Königs Friedrich Wilhelm IV., im Jahr 1820 hat Scharnweber eine Denkschrift zur Verteidigung der Politik Hardenbergs vorgelegt. In diesem Zusammenhang fasste er die Zielsetzung der preußischen Reformpolitik klar zusammen. Danach war die Politik Hardenbergs in einer tiefen Staatskrise von einer neuen Qualität. Dabei galt es, einen doppelten Zweck zu erfüllen: „den Staat zu retten und seine inneren Verhältnisse so zu stellen,“ dass sie zum einen das, „was die Zeit erforderte und gestattete“ gewähren, zum zweiten aber „alles abhielten und unschädlich machten, was versucht wurde oder versucht werden konnte, um auch bei uns revolutionäre Tendenzen zu verbreiten und wirksam zu machen.“
Seine letzten Lebensjahre verbrachte Scharnweber in geistiger Umnachtung. Er starb 1822 im Irrenhaus in Eberbach. Sein Sohn war der spätere preußische Politiker Georg Scharnweber.